# Барон Вотерпарк

Герб баронів Вотерпарк.

Барон Вотерпарк (англ. — Baron Waterpark) — аристократичний титул перства Ірландії.

## Гасло баронів Вотерпарк
Cavendo tutus — «Забезпечити обережність» (лат.)

## Історія баронів Вотерпарк
Титул барон Вотерпарк був створений в 1792 році для леді Сари Каведіш вшановуючи заслуги її чоловіка — сера Генрі Каведіша — ІІ баронета Каведіш. Сер Генрі Каведіш був видатним політиком, що представляв землі Лісмор та Кіллібегс в Палаті громад парламенту Ірландії. Він отримав посаду віцескарбника Ірландії. З 1768 по 1774 року він був депутатом Палати громад парламенту Великобританії від Лоствітіла. Титул успадкував їхній старший син, Річард, що став ІІ бароном Вотерпарк і ІІІ баронетом Каведіш. Його старший син успадкував титул і став ІІІ бароном Вотерпарк. Він став депутатом Палати громад парламенту Об'єднаного Королівства Великобританії та Ірландії і представляв Нересборо, Південний Дербішир та Лічфілд. Він належав до партії лібералів і служив уряду під керівництвом лорда Джона Рассела, лорда Абердіна, лорда Пальмерстона. Ця лінія баронів Вотерпарк вимерла після смерті його внука — V барона Вотерпарк у 1932 році. Титул успадкував його двоюрідний брат, що став VI бароном Вотерпарк. Він був онуком молодшого сина ІІ барона Вотерпарк.
На сьогодні цим титулом володіє його троюрідний племінник, що став VIII бароном Вотерпарк в 2013 році.
Баронети Каведіш з Доверідж-Холлу отримали свій титул вперше в 1755 році. Титул був створений для Генрі Каведіша. Він був депутатом Палати громад парламенту Ірландії і представляв Лісмор. Титул успадкував сер Генрі Каведіш, що став ІІ баронетом Каведіш. Каведіші з Доверіджа походили від Генрі Каведіша, що був позашлюбним сином іншого Генрі Каведіша з Пріорату Татбарі. Цей Генрі був старшим сином сера Вільяма Каведіша та його дружини Бесс з Хардвіка, був старшим братом Вільяма Каведіша — І графа Девоншир. Резиденція родини Каведіш — Доверідж-Холл була зруйнована в 1938 році. Були інші позашлюбні сини, що були народжені в Дербіширі від Генрі Каведіша. Один із них — Роберт Каведіш був начебто сином коханки Генрі Каведіша, що жила з ним все життя в маєтку Уфтон в Окерторпі.

## Баронети Кавендіш з Доверідж-Холл (1755)
- Сер Генрі Кавендіш (1707—1776) — І баронет Каведіш
- Сер Генрі Кавендіш (1732—1804) — ІІ баронет Каведіш
- Сер Річард Кавендіш (1765—1830) — ІІІ баронет Каведіш (отримав титул барона Вотерпарк у 1807 році)

## Барони Вотерпарк (1792)
- Сара Кавендіш (1740—1807) — І баронеса Вотерпарк
- Річард Кавендіш (1765—1830) — ІІ барон Вотерпарк
- Генрі Меннерс Кавендіш (1793—1863) — ІІІ барон Вотерпарк
- Генрі Енсон Кавендіш (1839—1912) — IV барон Вотерпарк
- Чарльз Фредерік Кавендіш (1883—1932) — V барон Вотерпарк
- Генрі Шеппард Харт Кавендіш (1876—1948) — VI барон Вотерпарк
- Фредерік Керіл Філіп Кавендіш (1926—2013) — VII барон Вотерпарк
- Родерік Олександр Кавендіш (1959 р. н.) — VIII барон Вотерпарк

Спадкоємцем титулу є син нинішнього власника титулу його ясновельможність Люк Фредерік Кавендіш (1990 р. н.).